# Lista de episódios de Courage the Cowardly Dog
Esta é uma lista de episódios da série de desenho animado estadunidense Courage the Cowardly Dog (no Brasil, Coragem, o Cão Covarde). Nela contém o número dos episódios, o título original deles, o título em português e a data de estreia original deles (que ocorreu nos Estados Unidos). A série teve 52 episódios produzidos e exibidos entre 1999 e 2002 que foram distribuídos em 4 temporadas.

## 1.ª Temporada (1999-2000)
| #  | ##    | Título Original                                                              | Título em Português                                                | Data de Estréia |
| -- | ----- | ---------------------------------------------------------------------------- | ------------------------------------------------------------------ | --------------- |
| 01 | 01 02 | A Night at the Katz Motel Cajun Granny Stew                                  | Uma Noite no Motel Katz Ensopado de Vovó                           | 12/11/1999      |
| 02 | 03 04 | The Shadow of Courage Dr. Le Quack, Amnesia Specialist                       | A Sombra do Coragem Dr. Le Quack, Especialista em Amnésia          | 19/11/1999      |
| 03 | 05 06 | Courage Meets Bigfoot Hothead                                                | Coragem Encontra o Pé Grande Cabeça Quente                         | 26/11/1999      |
| 04 | 07 08 | The Demon in the Mattress Freaky Fred                                        | O Demônio do Colchão Fred Esquisitão                               | 03/12/1999      |
| 05 | 09 10 | Night of the Weremole Mother's Day                                           | Noite da Toupeira Lobisomem Dia das Mães                           | 17/12/1999      |
| 06 | 11 12 | The Duck Brothers Shirley the Medium                                         | Os Irmãos Patos Shirley, a Medium                                  | 14/01/2000      |
| 07 | 13 14 | King Ramses' Curse The Clutching Foot                                        | A Maldição do Rei Ramessés O Pé Dominador                          | 21/01/2000      |
| 08 | 15 16 | The Hunchback of Nowhere The Gods Must Be Goosey                             | O Corcunda de Lugar Nenhum Os Deuses Estão Virando Patos           | 28/01/2000      |
| 09 | 17 18 | Queen of the Black Puddle Everyone Wants to Direct                           | A Rainha da Poça Negra Todo Mundo Quer Dirigir                     | 02/03/2000      |
| 10 | 19 20 | The Snowman Cometh The Precious, Wonderful, Adorable, Loveable Duckling      | O Boneco de Neve O Patinho Adorável, Encantador, Lindo e Carinhoso | 09/03/2000      |
| 11 | 21 22 | Heads of Beef Klub Katz                                                      | Hambúrguer com Personalidade Clube Katz                            | 16/03/2000      |
| 12 | 23 24 | The Revenge of the Chicken from Outer Space Journey to the Center of Nowhere | A Vingança do Frango Espacial Viagem ao Centro de Lugar Nenhum     | 23/03/2000      |
| 13 | 25 26 | Little Muriel The Great Fusilli                                              | A Pequena Muriel O Grande Fusilli                                  | 30/03/2000      |

## 2.ª Temporada (2000-2001)
| #  | ##    | Título original                                       | Título em português                                     | Data de estréia |
| -- | ----- | ----------------------------------------------------- | ------------------------------------------------------- | --------------- |
| 14 | 27 28 | The Magic Tree of Nowhere Robot Randy                 | A Árvore Mágica de Lugar Nenhum O Robô Randy            | 31/10/2000      |
| 15 | 29 30 | The Curse of Shirley Courage in the Big Stinkin' City | A Maldição de Shirley Coragem na Cidade Grande          | 07/11/2000      |
| 16 | 31 32 | Family Business 1,000 Years of Courage                | Negócios de Família 1000 Anos de Coragem                | 14/11/2000      |
| 17 | 33 34 | Courage Meets the Mummy Invisible Muriel              | Coragem Encontra a Múmia Muriel Invisível               | 19/01/2001      |
| 18 | 35 36 | Human Habitrail Mission to the Sun                    | Viveiro Humano Missão para o Sol                        | 22/02/2001      |
| 19 | 37 38 | Courage the Fly Katz Kandy                            | Uma Mosca Chamada Coragem A Loja de Doces               | 16/03/2001      |
| 20 | 39 40 | Nowhere TV Mega Muriel the Magnificent                | A TV de Lugar Nenhum Mega Muriel, a Magnífica           | 03/04/2001      |
| 21 | 41 42 | Bad Hair Day Forbidden Hat of Gold                    | Um Dia Cabeludo O Chapéu Proibido de Ouro               | 10/04/2001      |
| 22 | 43 44 | Serpent of the Evil River The Transplant              | A Serpente do Rio Malígno O Transplante                 | 17/04/2001      |
| 23 | 45 46 | Car Broke, Phone Yes Cowboy Courage                   | Carro Quebrou, Telefone Sim Coragem Cowboy              | 26/10/2001      |
| 24 | 47 48 | Evil Weevil McPhearson Phantom                        | O Mordomo Malvado O Fantasma de McPherson               | 02/11/2001      |
| 25 | 49 50 | The House of Discontent The Sand Whale Strikes        | A Casa do Descontentamento A Revolta da Baleia de Areia | 09/11/2001      |
| 26 | 51    | The Tower of Dr. Zalost                               | A Torre do Dr. Zalost                                   | 16/11/2001      |

## 3.ª Temporada (2002)
| #  | ##    | Título Original                                  | Título em Português                                  | Data de Estréia |
| -- | ----- | ------------------------------------------------ | ---------------------------------------------------- | --------------- |
| 27 | 52 53 | Muriel Meets Her Match Courage vs. Mecha-Courage | Muriel Arruma uma Sósia Coragem vs. Mega-Coragem     | 12/01/2002      |
| 28 | 54 55 | Campsite of Terror The Record Deal               | Acampamento do Terror Um Disco do Outro Mundo        | 08/02/2002      |
| 29 | 56 57 | Stormy Weather The Sandman Sleeps                | Tempo Nublado O Senhor dos Sonhos Dorme              | 15/03/2002      |
| 30 | 58 59 | Hard Drive Courage Ride of the Valkyries         | Disco Rígido do Coragem A Cavalgada das Valquírias   | 07/06/2002      |
| 31 | 60 61 | Scuba Scuba Doo Conway the Contaminationist      | Scubba Scubba Doo Conway, o Contaminador             | 14/06/2002      |
| 32 | 62 63 | Katz Under the Sea Curtain of Cruelty            | Katz no Fundo do Mar A Cortina da Crueldade          | 21/06/2002      |
| 33 | 64 65 | Feast of the Bullfrogs Tulip's Worm              | O Banquete dos Sapos A Minhoca da Tulipa             | 28/06/2002      |
| 34 | 66 67 | So in Louvre Are We Two Night of the Scarecrow   | Estamos no Maior Louvre Noite do Espantalho          | 05/07/2002      |
| 35 | 68 69 | Mondo Magic Watch the Birdies                    | Mondo, o Mágico Olha o Passarinho                    | 12/07/2002      |
| 36 | 70 71 | Fishy Business Angry Nasty People                | Negócio Suspeito Gente Nervosa e Má                  | 19/07/2002      |
| 37 | 72 73 | Dome of Doom Snowman's Revenge                   | A Abóbada da Destruição A Vingança do Boneco de Neve | 26/07/2002      |
| 38 | 74 75 | The Quilt Club Swindlin' Wind                    | Clube da Colcha Vento Enganador                      | 02/08/2002      |
| 39 | 76 77 | King of Flan Courage Under the Volcano           | O Rei do Flan Coragem Dentro do Vulcão               | 09/08/2002      |

## 4.ª Temporada (2002)
| #  | ##      | Título Original                                            | Título em Português                                       | Data de Estréia |
| -- | ------- | ---------------------------------------------------------- | --------------------------------------------------------- | --------------- |
| 40 | 78 79   | A Beaver's Tale The Nutcracker                             | História de um Castor O Quebra-Nozes                      | 06/09/2002      |
| 41 | 80 81   | Rumpledkiltskin House Calls                                | Bom Velho Kiltskin Visitas                                | 13/09/2002      |
| 42 | 82 83   | Le Quack Balloon The Windmill Vandals                      | Le Quack Balão Vândalos do Moinho                         | 20/09/2002      |
| 43 | 84 85   | The Uncommon Cold Farmer-Hunter, Farmer-Hunted             | A Gripe Incomum Fazendeiro Caçador é Fazendeiro Caçado    | 27/09/2002      |
| 44 | 86 87   | Bride of the Swamp Monster Goat Pain                       | A Noiva do Monstro do Pântano Dor Cabra-da-Peste          | 04/10/2002      |
| 45 | 88 89   | Muriel Blows Up Profiles in Courage                        | Muriel Explode Perfis de Coragem                          | 11/10/2002      |
| 46 | 90      | The Mask                                                   | A Máscara                                                 | 18/10/2002      |
| 47 | 91 92   | Squatting Tiger, Hidden Dog Muted Muriel                   | O Tigre e o Cão Muriel Muda                               | 25/10/2002      |
| 48 | 93 94   | Aqua Farmer Food of the Dragon                             | Fazendeiro Aquático Comida de Dragão                      | 25/10/2002      |
| 49 | 95 96   | Last of the Starmakers Son of the Chicken From Outer Space | O Último Fazedor de Estrelas O Filho da Galinha do Espaço | 01/11/2002      |
| 50 | 97 98   | Courageous Cure Ball of Revenge                            | Cura Corajosa A Festa da Vingança                         | 08/11/2002      |
| 51 | 99 100  | Cabaret Courage Wrath of the Librarian                     | Cabaré Coragem A Fúria da Bibliotecária                   | 15/11/2002      |
| 52 | 101 102 | Remembrance of Courage Past Perfect                        | Lembranças do Passado do Coragem Perfeito                 | 22/11/2002      |

## Courage, The Cowardly Dog: 3D (2014)
| # | Título Original    | Título em Português             | Data de Estréia |
| - | ------------------ | ------------------------------- | --------------- |
| 1 | The Fog of Courage | Tradução: O Nevoeiro do Coragem | 31/10/2014      |